# NGC 1125
NGC 1125 is een balkspiraalstelsel in het sterrenbeeld Eridanus. Het hemelobject werd op 6 oktober 1785 ontdekt door de Duits-Britse astronoom William Herschel.

## Synoniemen
- PGC 10851
- MCG -3-8-35